# Drecelj
Drecelj es un pueblo ubicado en el municipio de Olovo, en el cantón de Zenica-Doboj, Bosnia y Herzegovina.

## Superficie
Posee una superficie de 19,04 kilómetros cuadrados.

## Demografía
Hasta 2013 la población era de un habitante, con una densidad de población de 0,1 habitantes por kilómetro cuadrado.